# ذي الجرف (السياني)

تعديل مصدري - تعديل

ذي الجرف هي إحدى قرى عزلة الهادس بمديرية السياني التابعة لمحافظة إب، بلغ تعداد سكانها 549 نسمة حسب تعداد اليمن لعام 2004.